# 東坂田
東坂田（ひがしさかだ）は、千葉県君津市の地名。現行行政地名は東坂田1丁目から4丁目。郵便番号は299-1144。

## 地理
市内北西部の小糸川下流右岸、JR内房線君津駅の北側に位置する。地内は店舗やホテルなどが立ち並ぶ商業地域である。
北で坂田、東で高坂・北久保、南で久保・中野、西で西坂田とそれぞれ隣接する（いずれも君津市）。
地内南東部から西に向かって1丁目〜3丁目、北側に4丁目が所在する。

## 歴史
1973年（昭和48年）の君津駅橋上駅舎完成と同時期に大型店舗やホテルなどが建設されたことで商業地域化が進行、1977年（昭和52年）に住居表示が実施され単独の町として成立した。

### 沿革
- 1977年（昭和52年）10月1日 - 君津市大字坂田・久保・中野の各一部で住居表示実施、東坂田1丁目〜4丁目成立。

## 統計
|             | 世帯数 | 人口 | 地図                                |
| ----------- | ------ | ---- | ----------------------------------- |
| 東坂田1丁目 | 222    | 489  | 北緯35度20分2.7秒 東経139度53分49秒 |
| 東坂田2丁目 | 61     | 115  | 北緯35度20分8秒 東経139度53分39秒   |
| 東坂田3丁目 | 118    | 182  | 北緯35度20分10秒 東経139度53分31秒  |
| 東坂田4丁目 | 86     | 185  | 北緯35度20分11秒 東経139度53分44秒  |
| 計          | 487    | 971  |                                     |

1. ↑  “平成29年君津市人口”.   君津市 (2017年11月8日). 2017年11月20日閲覧。
2. ↑  単位：世帯
3. ↑  単位：人

## 小・中学校の学区
市立小・中学校に通う場合、学区は以下の通りとなる。
| 丁目        | 番地 | 小学校                 | 中学校             |
| ----------- | ---- | ---------------------- | ------------------ |
| 東坂田1丁目 | 全域 | 君津市立周西の丘小学校 | 君津市立周西中学校 |
| 東坂田2丁目 | 全域 | 君津市立周西の丘小学校 | 君津市立周西中学校 |
| 東坂田3丁目 | 全域 | 君津市立周西の丘小学校 | 君津市立周西中学校 |
| 東坂田4丁目 | 全域 | 君津市立周西の丘小学校 | 君津市立周西中学校 |

## 交通

### 鉄道
- JR内房線 - 君津駅

### バス
- 日東交通
  - 君津市内循環線 君津駅北口 - 東坂田 - 君津製鐵所 - 大和田 - 君津駅北口 - 東坂田 - 八重原社宅（循環ルート）
  - イオンモール富津線 君津駅北口行・イオンモール富津行
- 君津市コミュニティバス
  - 人見・大和田・神門線 君津市役所⇒君津駅北口⇒大和田橋⇒大和田⇒神門⇒大和田橋⇒君津駅北口⇒君津市役所（循環ルート）

### 道路
一般県道
- 千葉県道159号君津大貫線

## 施設
東坂田1丁目
- 君津駅
- 千葉銀行君津支店
- ドン.キホーテ君津店

東坂田2丁目
- 君津駅北口バスターミナル
- 尾張屋君津店

東坂田3丁目
- 坂田駅前公園

東坂田4丁目
- 玄々堂君津病院
- ザ・ダイソー君津駅前店
- ホテル千成
- ホテルクラウンヒルズ君津
- 新昭和本社

公立小学校の学区は全域で君津市立坂田小学校、公立中学校は君津市立周西中学校。